# Tomasz Boruszczak
Tomasz Boruszczak (ur. 1970 r.) – polski dziennikarz, lektor filmowy i telewizyjny, prezenter i wydawca programów informacyjnych TVP3 Łódź i TVP Info. Aktor Grupy Teatralnej Dziewięćsił i kabaretu Teatr Chichot 2. Założyciel, wokalista i autor tekstów zespołów Michał Anioł i Van Raajs. Na scenie Domu Literatury wystąpił w dwóch monodramach "Aria dla Algernona" według D. Keyesa i "Wyznaniach komiwojażera" według K. Vargi w adaptacji i reżyserii Andrzeja Czernego.   

## Życiorys
Tomasz Boruszczak ukończył Szkołę Podstawową nr 142 przy ul. Łupkowej w Łodzi oraz Technikum Ogrodnicze w Łodzi. Jest absolwentem Wydziału Prawa i Administracji Uniwersytetu Łódzkiego. Jest Członkiem Założycielem Polskiego Towarzystwa Miłośników Storczyków. 
Związany zawodowo z Telewizją Polską od roku 1990, prowadził Łódzkie Wiadomości Dnia, był jednym z prezenterów Wiadomości TVP1 i Kuriera TVP3. Jako dziennikarz ekonomiczny i gospodarczy, czterokrotnie wyróżniony nagrodą Ostrego Pióra BCC. 
Od 30 września 2008 r. do 31 października 2017 r. był rzecznikiem prasowym Uniwersytetu Łódzkiego.
Jego głos można było słyszeć w autobusach i tramwajach łódzkiego MPK. Od 2000 do 2017 r. zapowiadał w nich nazwy łódzkich przystanków.

## Wybrana filmografia
- Serce Clarity jako lektor
- Git jako dziennikarz

## Nagrody i odznaczenia
- 2004: Ostre Pióra[4]
- 2006: Odznaka Za Zasługi dla Miasta Łodzi[5][6]